# Sovjetiska ockupationszonen

Den sovjetiska ockupationszonen och Berlinsektorn.

Ockupationsmakternas sektorer i Berlin.

Den Sovjetiska ockupationszonen var en av de fyra ockupationszoner som bildades efter Nazitysklands villkorslösa kapitulation och upplösning i slutet av andra världskriget 1945.
Segrarmakternas inbördes indelning av efterkrigs-Tysklands ockupationszoner definierades i Londonprotokollet. I dessa ingick dock inte Berlin (Stor-Berlin), som utgjorde en särskild, gemensamt ockuperad del. Berlin delades av praktiska skäl in i sektorer, och den sovjetiska ockupationszonen hade sitt huvudkvarter i den sovjetiska, östra Berlinsektorn.
I den sovjetiska ockupationszonen bildades den 7 oktober 1949 staten Östtyskland, som existerade fram tills Tysklands återförening den 3 oktober 1990. Berlin var egentligen inte en del av ockupationszonen, på grund av dess särskilda status, men förklarades ändå vara Östtysklands huvudstad. Östberlin fungerade de facto så, men kunde egentligen inte integreras helt i den nya staten.
Sovjetunionen hade trots bildandet av Östtyskland fortsatt överhöghet som ockupationsmakt. Det var först i samband med Tysklands återförening som full suveränitet nåddes, i och med Två plus fyra-fördraget, som undertecknades den 12 september 1990 i Moskva och, efter nödvändiga åtaganden och ratificeringar, trädde i kraft den 15 mars 1991.

## Utsträckning
Den sovjetiska ockupationszonen omfattade de områden i Mellantyskland som låg väster om Oder–Neisse-linjen, vilken blivit Tysklands tillfälliga östgräns enligt Potsdamöverenskommelsen, juli-augusti 1945. Stora delar av Östzonen utgjorde kärnan i Fristaten Preussen, som upplöstes formellt 1947.
Till de preussiska territorierna som fördes till östzonen hörde:
- Provinsen Brandenburg väster om floderna Oder och Neisse (Lausitzer Neisse)
- Provinsen Sachsen
- En liten del av provinsen Niederschlesien som låg väster om Neisse
- Några exklaver i Thüringen som tillhört provinsen Sachsen och provinsen Kurhessen
- Provinsen Pommern väster om Oder (utom Stettin och Swinemünde som överfördes till Polen)

Dessutom överfördes följande småstater till den sovjetiska zonen:
- Fristaten Anhalt
- Två mindre territorier kring Calvörde och Blankenburg som tillhört fristaten Braunschweig
- Den del av fristaten Sachsen som låg väster om Lausitzer Neisse
- Land Thüringen
- Mecklenburg

Tyskland förlorade de sovjetiskt ockuperade territorierna öster om Oder–Neisse-linjen: östra Brandenburg, Niederschlesien, Oberschlesien, Pommern, Posen-Westpreussen och södra Ostpreussen hamnade under polsk förvaltning medan norra Ostpreussen kom under sovjetisk förvaltning. Den tyska befolkningen i dessa territorier omflyttades till Östzonen och till de tre andra ockupationszonerna.

### Berlinsektorn
Sovjetunionens sektor i Berlin omfattade följande Bezirke (stadsdelsområden): Pankow, Weißensee, Prenzlauer Berg, Mitte, Friedrichshain, Lichtenberg, Köpenick och Treptow.

## Under Östtyskland
1949 delades ockupationszonens områden upp i förbundsländerna Brandenburg, Mecklenburg-Vorpommern, Sachsen, Sachsen-Anhalt och Thüringen, vilka i sin tur bildade Tyska demokratiska republiken (Östtyskland) som grundades den 7 oktober samma år. 1952 upplöstes de östtyska förbundsländerna och ombildades till 14 distrikt (Bezirke).